# Діяльнісний підхід
Діяльнісний підхід в освіті — спрямованість освітнього процесу на розвиток ключових компетентностей і наскрізних умінь особистості, застосування теоретичних знань на практиці, формування здібностей до самоосвіти і командної роботи,  успішну інтеграцію в соціум і професійну самореалізацію.
Ідея діяльнісного підходу  пов’язана  з діяльністю, як засобом становлення і розвитку суб’єктності. Тобто, у процесі і результаті використання форм, прийомів і методів освітнього процесу народжується не робот, навчений і запрограмований на чітке виконання певних видів дій і операцій, а особистість, яка обирає, оцінює, програмує і конструює різні види діяльності, що задовольняють потреби в саморозвитку й самореалізації.

## Теоретичні засади
Діяльнісний підхід в освіті – це не сукупність окремих освітніх технологій чи методичних прийомів. Це методологічний базис, на якому будуються різні системи навчання зі своїми конкретними технологіями, прийомами і теоретичними особливостями. Діяльнісний підхід є альтернативним методу трансляції знань і їх пасивного засвоєння, дозволяє досягти освітніх цілей, що втілюють потреби суспільства і держави.
Із діяльнісним підходом найближче пов’язана категорія діяльності.
У традиційному розумінні «діяльність» розглядаємо як прояв активності суб’єкта, що виражається в доцільній зміні навколишнього світу, а також у перетворенні людиною самої себе. Тлумачення діяльності дозволяє поняття «діяльнісний підхід» розглядати за трьома збалансованими напрямками:
1) діяльнісний характер підходу (активний, самостійний, перетворювальний) – процес навчання є завжди навчанням предметно-практичних та розумових дій;
2) розвиваюча спрямованість підходу – особистісний розвиток учня, який характеризує становлення особистості, її «саморозвиток» у процесі діяльності в предметному світі, при цьому не просто індивідуальної, а спільної, колективної діяльності;
3) особливості реалізації (організація й управління) діяльнісного підходу у навчанні – цілеспрямованість, мотиваційна обумовленість, самостійна або керована вчителем взаємодія учня з навколишньою дійсністю, коли відбувається розв’язання суперечностей між репродуктивним і творчим пізнанням, раніше засвоєною інформацією і її новою порцією тощо. 

## Дослідження проблеми
Проблема діяльності розроблялася у філософії: за участі представників німецької класичної філософії (Г. Гегель, І. Кант, Л.Фейєрбах, Й. Г. Фіхте, Ф. Шеллінг) діяльність як предмет дослідження потрапила до сфери наукового інтересу і розглядалася як спонтанна активність свідомості; К. Маркс розвивав концепцію трудової (практичної) діяльності, представляв структуру діяльності, співвідносив її з метою тощо.
Засадами розвитку проблеми слід уважати і дослідження російських нейрофізіологів початку XX століття (В.  Бехтерєв, І.Павлов, І. Сеченов), які з'ясовували фізіологічні механізми діяльності.
Провідні радянські психологи (Л.C. Виготський, П. Я. Гальперін, В. В. Давидов, Д. Б. Ельконін, О. М. Леонтьєв, C.Л. Рубінштейн, В. Д. Шадріков та ін.) розкрили основні положення теорії розвитку психіки дитини — теорії діяльності: цілеспрямованість, предметність, склад та побудова, практичний та теоретичний рівень, ідеї щодо ієрархії діяльностей і визначального типу діяльності тощо.
Принцип «навчання за допомогою діяння» проголошували американські (Д. Дьюї, В. Кілпатрик, Е. Коллінгс) та радянські (С. Шацький, І. Свадковський) дослідники.
У 60-70 роках XX століття педагоги Ю. К. Бабанский, І. І. Ільясов, Л. В. Занков, І. Я. Лернер, М. І. Махмутов, М. Н. Скаткін та ін. займалися виявленням умов ефективного впровадження діяльнісного підходу у навчально-виховний процес школи. 

## Актуальність у шкільному навчанні
У 2011 році вперше чітку вказівку на впровадження діяльнісного підходу в освіту було надано в Державному стандарті базової і повної загальної середньої освіти (затверджений постановою Кабінету Міністрів України від 23 листопада 2011 р. № 1392). У цьому документі діяльнісний підхід розглядається самостійно і є рівноцінним із компетентнісним і особистісно зорієнтованим.
| Цитата: | «Цей Державний стандарт ґрунтується на засадах особистісно зорієнтованого, компетентнісного і діяльнісного підходів, що реалізовані в освітніх галузях і відображені в результативних складових змісту базової і повної загальної середньої освіти». |

У 2016 році ідеї щодо діяльнісного підходу знайшли розвиток в основах Стандарту освіти (орієнтири змісту освіти Нової української школи), але вже як інструмент упровадження компетентнісної парадигми освіти й оновленого змісту державних стандартів.
На концептуальному рівні оновлення освітнього процесу на засадах діяльнісного підходу полягає у переорієнтації мети і завдань освіти і зачіпає всі компоненти складної ієрархічної системи шкільної освіти. Кінцевою метою навчання є формування способу дій. Зміст навчання становлять не задана система знань і потім засвоєння цих знань, а задана система дій і знання, які забезпечують освоєння цієї системи. Засвоювати знання можна тільки оперуючи ними.
Результативна складова стосується формування компетентностей (ключових і предметних), для опису яких використовуються такі поняття:
- «знає і розуміє» — знаннєві (фактологічні) результати — знаннєва форма компетентності;
- «уміє і застосовує», «обчислює, аналізує, будує, трансформує» — результати, які вимагають активної діяльності — діяльнісна форма компетентності;
- «виявляє ставлення й оцінює» — ціннісна форма компетентності.

В оновлених (2017 р.) навчальних програмах для початкової школи і основної спостерігаємо:
- домінування діяльнісних результатів (учень/учениця обчислює, спостерігає, аналізує, моделює, досліджує, трансформує, фотографує, працює в групі і т. д.) над знаннєвими, фактологічними (учень/учениця знає або розуміє);
- зростання чисельності і варіативності діяльнісних форм організації навчально-виховного процесу (у вигляді  рубрик): екскурсій, демонстрацій, практичних робіт і практичних завдань, дослідницьких і лабораторних практикумів, організації спостережень, міні-проектів тощо.

Побудова сучасних підручників на діяльнісній основі — це відповідність запропонованих у них видів діяльності комплексу спеціально відібраних особистісних якостей учня, посилення розвиваючого компонента навчання. Зокрема, засвоєння не лише формально-логічних, а й оперативних знань (як потрібно діяти в конкретних ситуаціях, щоб досягти поставленої мети); засвоєння зразків міркувань, які застосовуються в різних науках; створення методичних ситуацій, які стимулюють учнів до дослідження.
Діяльнісно зорієнтовані завдання побудовані на актуальному для учнів матеріалі, моделюють практичні життєві ситуації, мають особливу структуру (часто включають різні ілюстративні або умовно-графічні зображення), задають практичну діяльність.
Нові стандарти і програми вимагають від учителів принципово нового підходу до проектування навчального заняття з точки зору оновлення цілей освіти, переорієнтації освітнього процесу від пояснювально-ілюстративного до самостійного продуктивного. Теоретичне усвідомлення проблеми не дає гарантії її успішної реалізації на практиці. В умовах браку часу вчитель проводить навчальне заняття за схемою «пояснив, закріпив, перевірив». 
Діяльнісний підхід в освіті — це не сукупність окремих освітніх технологій чи методичних прийомів. Це методологічний базис, на якому будуються різні системи навчання зі своїми конкретними технологіями, прийомами та й теоретичними особливостями. Психолого-педагогічні дослідження теорії діяльності лягли в основу концепцій розвиваючого навчання (Д. Б. Ельконін і В. В. Давидов), поетапного формування розумових дій (П. Я. Гальперін, Н. Ф. Тализіна), формування перцептивних дій (А. В. Запорожець), проблемного навчання (психологи Д. М. Богоявленський, З. І. Калмикова, Т. В. Кудрявцев, О. М. Матюшкін, Н. О. Менчинська і дидакти М. О. Данилов, І. Я. Лернер, М. І. Махмутов, В. Оконь, М. М. Скаткін).